# Tatsuma Yoshida
Tatsuma Yoshida (吉田 達磨 Yoshida Tatsuma?), född 9 juni 1974 i Chiba prefektur, är en japansk fotbollsspelare.
Yoshida var tränare för Singapores herrlandslag 2019.